# Highwayman
A Highwayman című lemezt 1985-ben adta ki a The Highwaymen, melynek tagjai Kris Kristofferson, Johnny Cash, Waylon Jennings és Willie Nelson. Ez volt az együttes első és legsikeresebb lemeze. Az albumot a Columbia Records adta ki. A Highwayman tíz dalból áll és tartalmazza a címadó dalt is, amely a listákon vezető helyet ért el.
Érdekes módon az együttes neve a kezdetekkor nem a "The Highwaymen" volt. Az első albumot a "Nelson, Jennings, Cash, Kristofferson" néven jegyezték be. Ezt a nevet csak jóval később védették le, csak a legutolsó lemez kiadása előtt.

## "The Last Cowboy Song"
Ez a dalt eredetileg Ed Bruce és Ronald Peterson adta elő 1980-ban. A dal a 12. helyen végzett a listákon. Ed Bruce írta a későbbi Nelson és Jennings slágert, a Mamas Don't Let Your Babies Grow Up to Be Cowboys-t. A Last Cowboy Song nem volt új Willinek és Waylonnak, 1982-ben már felvették egyszer a Waylon and Willie II című albumon.
A dal az amerikai vadnyugati életmód és értékek elmúlásáról szól. Mind a négy előadó egy versszakot énekel benne. Sorrendben: Jennings, Kristofferson, Nelson és Cash. A dal számos amerikai tehetséget említ meg, többek között: Lewis és Clark, Wyatt Earp, William B. Travis és George Armstrong Custer tábornokot.

## Dalok
1. "Highwayman" (Jimmy Webb) – 3:00
2. "The Last Cowboy Song" (Ed Bruce) – 3:08
3. "Jim, I Wore a Tie Today" (Cindy Walker) – 3:20
4. "Big River" (Cash) – 2:45
5. "Committed to Parkview" (Cash) – 3:18
6. "Desperados Waiting for a Train" (Guy Clark) – 4:34
7. "Deportee (Plane Wreck at Los Gatos)" (Woody Guthrie) – 3:45
8. "Welfare Line" (Paul Kennerley) – 2:34
9. "Against the Wind (Bob Seger song)" (Bob Seger) – 3:46
10. "The Twentieth Century is Almost Over" (Steve Goodman, John Prine) – 3:33

## Külső hivatkozások
- Willie Nelson's official website
- Kristofferson: Egy Zarándok Naplója – Nem hivatalos Oldal
- Johnny Cash linkgyűjtemény
- Waylon Jennings' official website Archiválva 2019. július 4-i dátummal a Wayback Machine-ben
- Columbia Records